# Myriotrema flavolucens
Myriotrema flavolucens är en lavart som beskrevs av Sipman 1992. Myriotrema flavolucens ingår i släktet Myriotrema,  och familjen Thelotremataceae.   Inga underarter finns listade.